# Ronaldo Wilkins
Pour les articles homonymes, voir Wilkins.
Ronaldo Wilkins, né le 30 décembre 1999 à Port-Vila au Vanuatu, est un footballeur international vanuatuan. Il évolue au poste de milieu de terrain au Suva FA.

## Biographie

### Carrière en club
Wilkins grandit à Tagabe, un quartier de Port-Vila, la capitale du Vanuatu. À l'âge de 6 ans, il commence à jouer au Wan Smol Bag Futsal. Après quelques années, il part en Nouvelle-Calédonie où il rejoint la Zimako Football Academy. En 2014, il retourne au Vanuatu pour commencer sa carrière à Shepherds United. Après avoir participé aux Jeux olympiques de la jeunesse de 2014, il rejoint l'académie des Wellington Phoenix en Nouvelle-Zélande. Après deux ans, il revient au Vanuatu et signe à Sia-Raga. 
Le 16 octobre 2017, Lambert Maltock, le président de la fédération du Vanuatu annonce que Wilkins aura un essai de deux semaines à l'académie du São Paulo FC. L'essai commence le 4 novembre et est organisé par Giovani Fernandez qui est développeur de football pour la Confédération du football d'Océanie.

### Carrière internationale
Le 2 décembre 2017, il fait ses débuts avec le Vanuatu, lors des Mini-Jeux du Pacifique 2017 à Port-Vila contre la Nouvelle-Calédonie (victoire 1-2). Lors de cette rencontre, le vanuatuan entre au jeu à la 60e minute à la place d'Alex Saniel.